# Баргузинський хребет
Баргу́зинський хребе́т — гірський хребет в Бурятії, що простягається на 250 км вздовж північно-східного берега озеро Байкал (по правобережжю річки Баргузину).
Висота до 2840 м. Складений з гранітів. Має альпійські форми рельєфу, на півдні є сліди зледеніння. Круто обривається на сході. Схили вкриті тайгою (до 1200—1400 м), вище — гольцова зона. На західних схилах — соболиний заповідник.